# Дитрих VI фон Мандершайд
Дитрих VI фон Мандершайд (на немски: Dietrich VI von Manderscheid; * 1538; † 1 март 1593, Керпен) е граф на Мандершайд-Керпен-Шлайден-Вертхайм (1560 – 1593).

## Биография
Той е син на граф Дитрих V фон Мандершайд (1508 – 1560), господар на Шлайден, Вирнебург, Сафенбург, Кроненбург-Нойербург, и съпругата му Ерика фон Валдек-Айзенберг (1511 – 1560), дъщеря на граф Филип III фон Валдек (1485 – 1539) и Аделхайд фон Хоя († 1513/1515).
През 1560 г. Дитрих VI получава замък Керпен. Той въвежда реформацията в господството Шлайден.
Дитрих се жени на 24 април 1560 г. за Маргарета Елизабет фон Щолберг (* ок. 1545; † 27 юни 1612), дъщеря на граф Лудвиг фон Щолберг и Валпурга Йохана фон Вид. Те нямат деца.
Умира на 1 март 1593 г. в Керпен. Вдовицата му се омъжва втори път на 6 януари 1594 г. за граф Вилхелм фон Крихинген (1573 – 1610). По-малкият му брат граф Йоахим фон Мандершайд-Шлайден (* ок. 1540; † 1582), женен от 1566 г. за Магдалена фон Насау-Висбаден (1546 – 1604), го наследява.